# Edmond Lebœuf

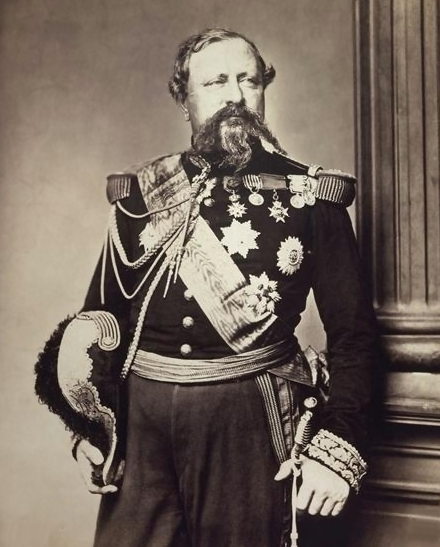
Edmond Lebœuf

Edmond Lebœuf, auch Le Bœuf, (* 5. Dezember 1809 in Paris; † 7. Juni 1888 in Bailleul) war Marschall von Frankreich und Kriegsminister. Er kämpfte im Krimkrieg, Sardinischen Krieg und Deutsch-Französischen Krieg.

## Leben
Lebœuf erhielt seine Ausbildung auf der École polytechnique, trat 1832 in die Artillerie ein, diente mit großer Auszeichnung von 1837 bis 1841 in Algerien und wurde 1848 zweiter Kommandant der École polytechnique. Ab 1854 nahm er als Oberst und Artilleriestabschef am Krimkrieg teil, wo er sich in der Schlacht an der Alma und beim Artillerieangriff auf Sewastopol hervortat, den er, seit November 1854 Brigadegeneral, zum Teil leitete.
Nach Beendigung des Krimkriegs wurde er nach Kinburn gesandt und führte dort bis 1856 den Oberbefehl. Danach erhielt er das Kommando der Gardeartillerie, wurde 1857 Divisionsgeneral und nahm 1859 hervorragenden Anteil am Sardinischen Krieg. Im Januar 1869 wurde er Kommandierender General des VI. Armeekorps in Toulouse und am 21. August 1869 Kriegsminister.
Lebœuf war ein tapferer Soldat und ausgezeichneter Artilleriegeneral, aber unfähig, eine große Administration zu leiten. Auch fehlten ihm Urteil und Kenntnis über Frankreichs Wehrkraft im Verhältnis zur Wehrkraft Deutschlands. Leboeuf glaubte, es sei alles in der schönsten Ordnung, und versicherte Kaiser Napoléon III. vor versammeltem Ministerrat, Frankreich sei „archipret“ („erzbereit“) zum Krieg. Napoléon III. setzte ein so hohes Vertrauen in seine Fähigkeiten, dass er ihn am 24. März 1870 zum Marschall und beim Ausbruch des Deutsch-Französischen Kriegs auch zu seinem Generalstabschef (major général) ernannte.
Lebœufs Offensivoperationsplan zeigte sich infolge der mangelhaften Kriegsbereitschaft der Armee sofort als unausführbar. Nach den Niederlagen vom 6. August trat Lebœuf unter dem moralischen Druck der allgemeinen Entrüstung über seine Unfähigkeit am 12. August von seinem Posten zurück und übernahm dafür an Stelle Bazaines das Kommando über das III. Korps, das er vortrefflich führte. Er nahm hervorragenden Anteil an den Schlachten von Vionville, Gravelotte und Noisseville, wo er vergeblich den Tod suchte. Mit der Rheinarmee fiel er am 29. Oktober 1870 in deutsche Gefangenschaft.
Ende 1871 nach Frankreich zurückgekehrt, war er ehrlich genug, vor der betreffenden Untersuchungskommission seine verhängnisvollen Irrtümer offen einzugestehen, und zog sich hierauf gänzlich vom öffentlichen Leben zurück.